# قرار الجمعية العامة للأمم المتحدة 60/262

نتيجة التصويت حول الأزمة الأوكرانية كانت التالي.
مع
ضد
امتناع
غائب

كانت أعضاء الأمم المتحدة في أوروبا أيدت قرار الأممي.
مع
ضد
امتناع
غائب

قرار الجمعية العامة للأمم المتحدة 60/262، والذي أدان احتلال القوات الروسية لشبه جزيرة القرم، أيد القرار 100 دولة بينما كان من بين الدول التي أعترضت على القرار: أرمينيا وبيلاروسيا وبوليفيا وكوبا وكوريا الديمقراطية الشعبية ونيكاراغاوا وروسيا والسودان وسوريا وفنزويلا وزيمبابوي.
وهددت روسيا الاتحادية بالفيتو إذا نُقل ملف القرار إلى مجلس الأمن الدولي.

## التصويت
| التصويت | العدد | البلدان | نسبة الدول حسب السكان | نسبة التصويت | المجموع |
| ------- | ----- | --- | --------------------- | ------------ | ------- |
| موافقة  | 100   | ألبانيا، أندورا، أستراليا، النمسا، أذربيجان، باهاماس، البحرين، باربادوس، بلجيكا، بينين، بوتان، بلغاريا، الكاميرون، كندا، الرأس الأخضر، جمهورية أفريقيا الوسطى، تشاد، تشيلي، كولومبيا، كوستا ريكا، كرواتيا، قبرص، التشيك، جمهورية الكونغو الديمقراطية، الدنمارك، جمهورية الدومينيكان، إستونيا، فنلندا، فرنسا، جورجيا، ألمانيا، اليونان، غواتيمالا، غينيا، هايتي، هندوراس، المجر، آيسلندا، إندونيسيا، جمهورية أيرلندا، إيطاليا، اليابان، الأردن، كيريباتي، الكويت، لاتفيا، ليبيريا، ليبيا، ليختنشتاين، ليتوانيا، لوكسمبورغ، جمهورية مقدونيا، مدغشقر، مالاوي، ماليزيا، جزر المالديف، مالطا، جزر مارشال، موريشيوس، المكسيك، ولايات ميكرونيسيا المتحدة، مولدوفا، موناكو، الجبل الأسود، هولندا، نيوزيلندا، النيجر، نيجيريا، النرويج، بالاو، بنما، بابوا غينيا الجديدة، بيرو، الفلبين، بولندا، البرتغال، قطر، رومانيا، ساموا، سان مارينو، السعودية، سيشل، سيراليون، سنغافورة، سلوفاكيا، سلوفينيا، جزر سليمان، الصومال، إسبانيا، كوريا الجنوبية، السويد، سويسرا، تايلاند، توغو، ترينيداد وتوباغو، تونس، تركيا، أوكرانيا، المملكة المتحدة، الولايات المتحدة | 33.80%                | 59.17%       | 51.81%  |
| رفض     | 11    | أرمينيا، روسيا البيضاء، بوليفيا، كوبا، نيكاراغوا، كوريا الشمالية، روسيا، السودان، سوريا، فنزويلا، زيمبابوي | 4.49%                 | 6.51%        | 5.70%   |
| امتناع  | 58    | أفغانستان، الجزائر، أنغولا، أنتيغوا وباربودا، الأرجنتين، بنغلاديش، بوتسوانا، البرازيل، بروناي، بوركينا فاسو، بوروندي، كمبوديا، الصين، جزر القمر، جيبوتي، دومينيكا، الإكوادور، مصر، السلفادور، إريتريا، إثيوبيا، فيجي، الغابون، غامبيا، غيانا، الهند، العراق، جامايكا، كازاخستان، كينيا، ليسوتو، مالي، موريتانيا، منغوليا، موزمبيق، بورما، ناميبيا، نيبال، ناورو، باكستان، باراغواي، رواندا، سانت كيتس ونيفيس، سانت لوسيا، سانت فينسنت والغرينادين، ساو توميه وبرينسيب، السنغال، جنوب أفريقيا، جنوب السودان، سريلانكا، سورينام، إسواتيني، تنزانيا، أوغندا، الأوروغواي، أوزبكستان، فيتنام، زامبيا | 58.15%                | 34.32%       | 30.05%  |
| غائب    | 24    | بليز، البوسنة والهرسك، جمهورية الكونغو، ساحل العاج، غينيا الاستوائية، غانا، غرينادا، غينيا بيساو، إيران، إسرائيل، قيرغيزستان، لاوس، لبنان، المغرب، سلطنة عمان، صربيا، طاجيكستان، تيمور الشرقية، تونغا، تركمانستان، توفالو، الإمارات العربية المتحدة، فانواتو، اليمن | 3.56%                 | –            | 12.44%  |
| المجموع | 193   | – | 100%                  | 100%         | 100%    |

## مصدر
1. ↑  "UN General Assembly adopts resolution affirming Ukraine's territorial integrity". وكالة أنباء شينخوا. 28 مارس 2014. مؤرشف من الأصل في 2017-06-02. اطلع عليه بتاريخ 2014-03-30.
2. ↑  "Backing Ukraine's territorial integrity, UN Assembly declares Crimea referendum invalid". UN. 27 مارس 2014. مؤرشف من الأصل في 2017-08-05. اطلع عليه بتاريخ 2014-03-30.
3. ↑  "Voting Record on Draft Resolution A/68/L.39 Territorial Integrity of Ukraine". PaperSmart. United Nations. مؤرشف من الأصل في 2018-09-02. اطلع عليه بتاريخ 2014-4-11.